# Eschweilera
Eschweilera ist eine Gattung innerhalb der Familie der Topffruchtbaumgewächse (Lecythidaceae). Die etwa 90 Arten sind im tropischen Süd- und Zentralamerika verbreitet. Mehrere Arten dienen als Nutzholz, viele sind gefährdet.

## Beschreibung und Ökologie

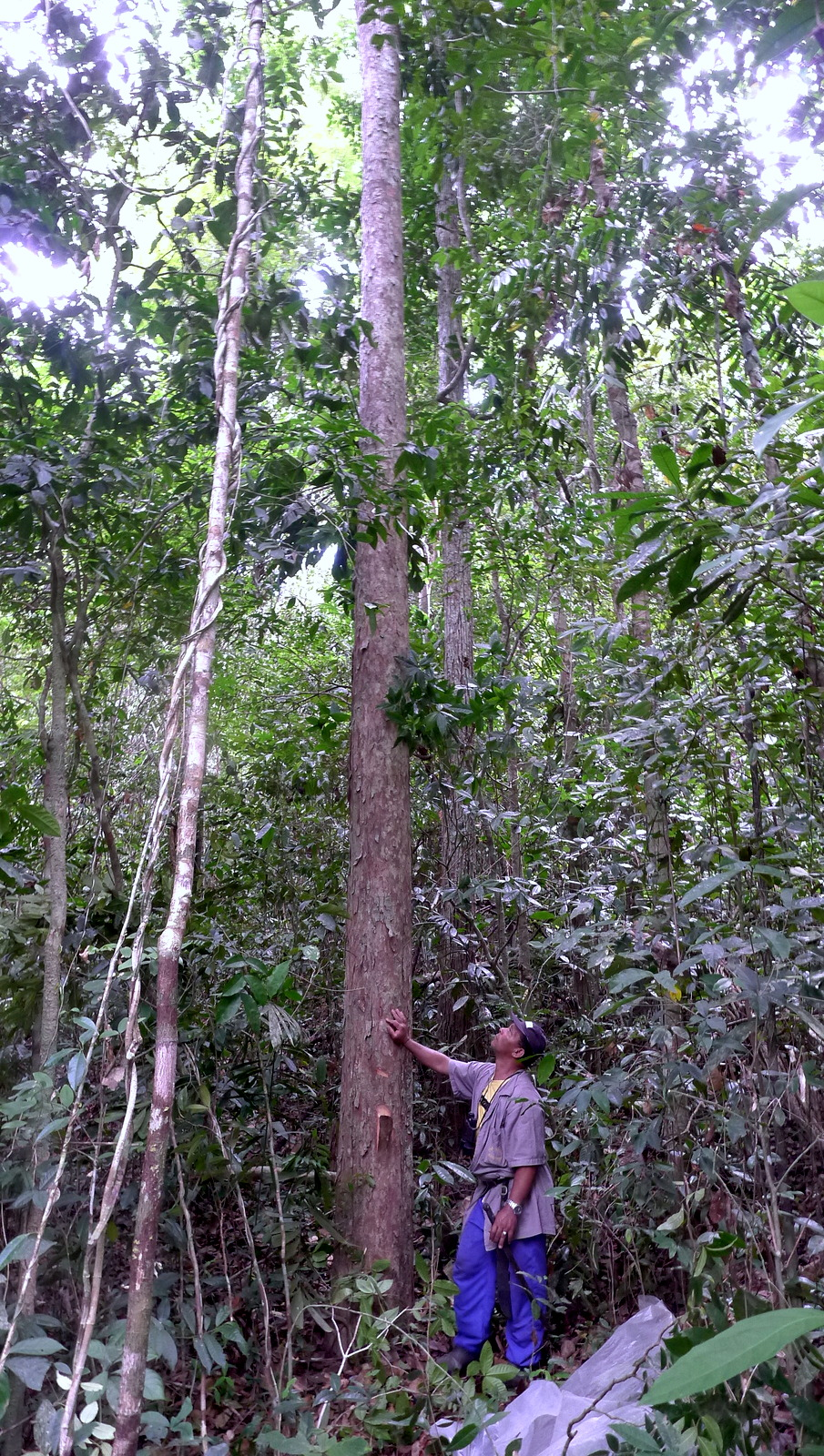
Stamm von Eschweilera alvimii

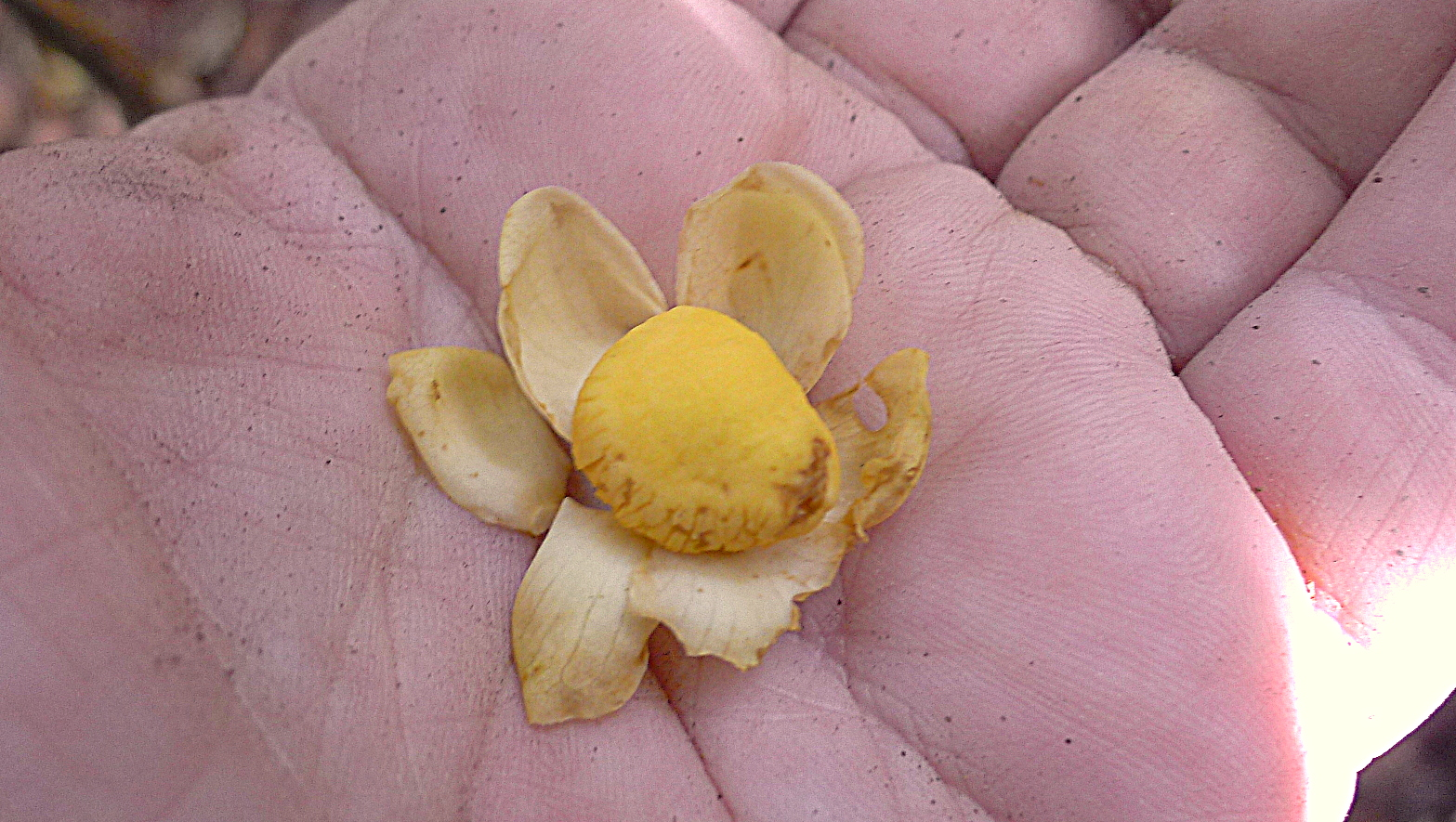
Eschweilera alvimii

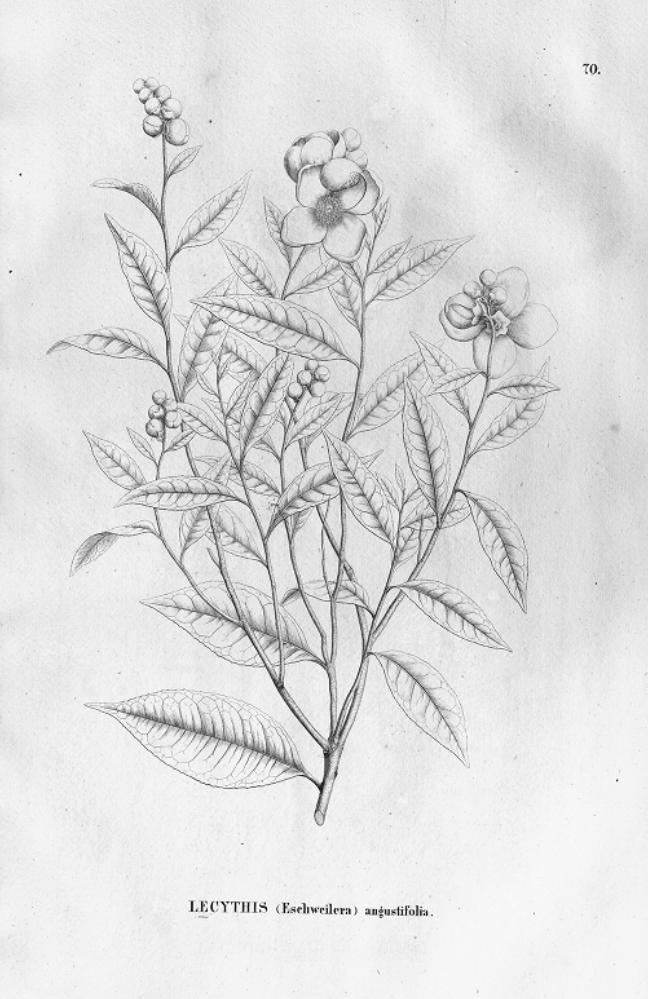
Illustration von Eschweilera compressa

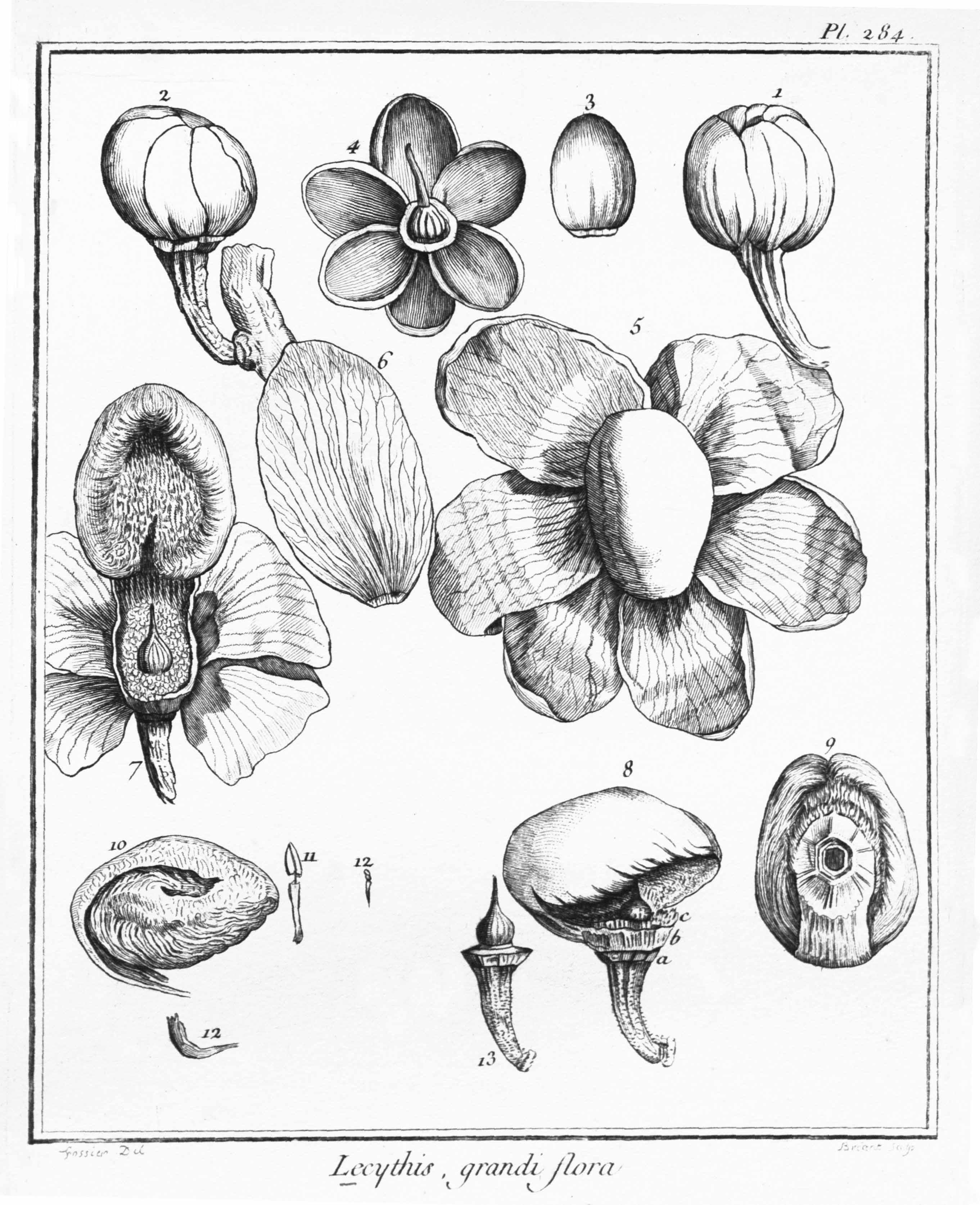
Illustration von Eschweilera grandiflora

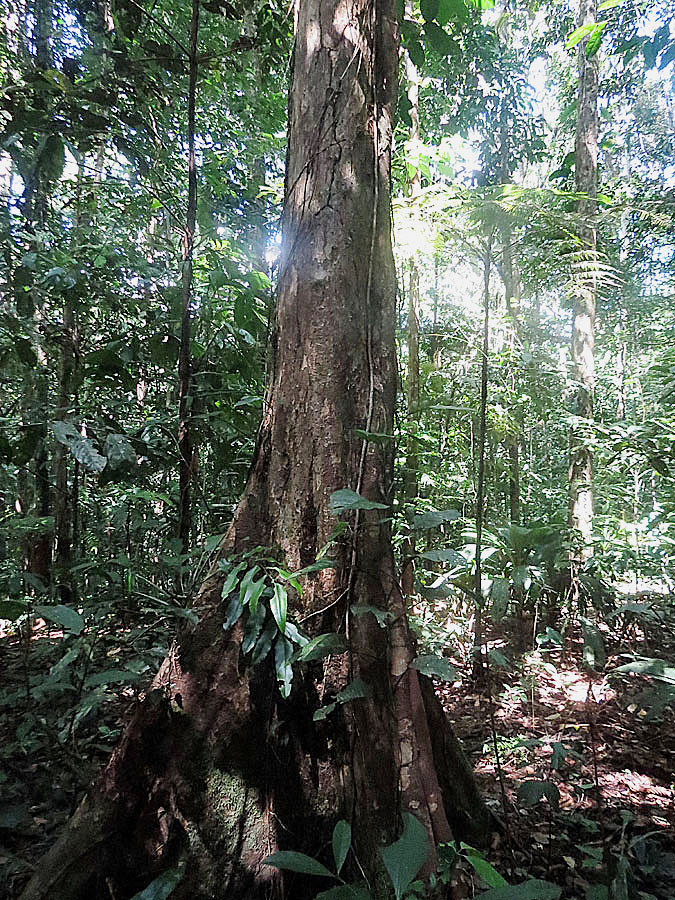
Eschweilera ovalifolia

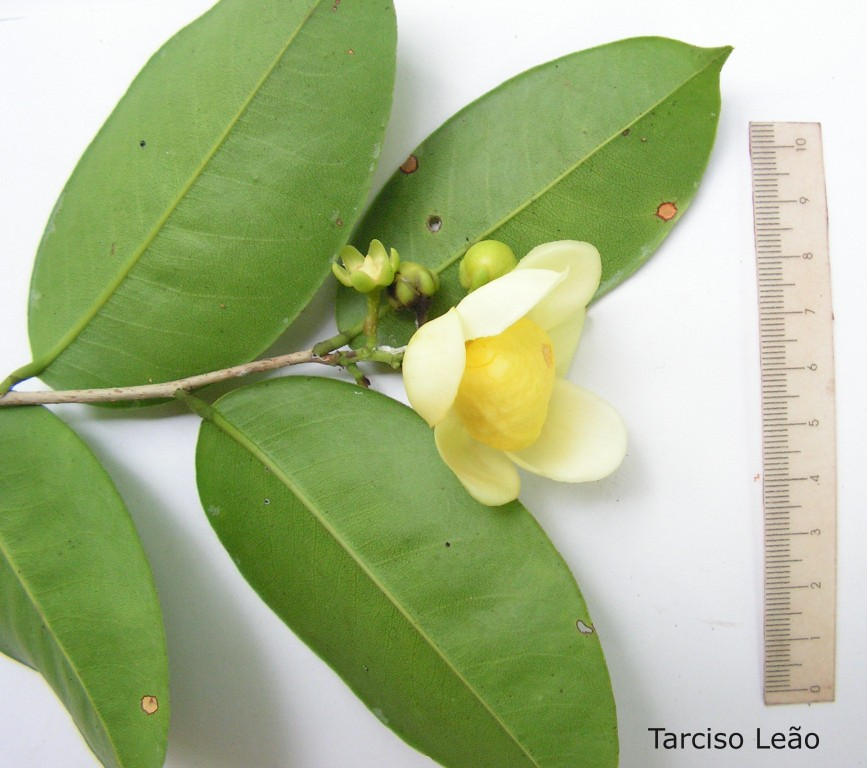
Eschweilera ovata

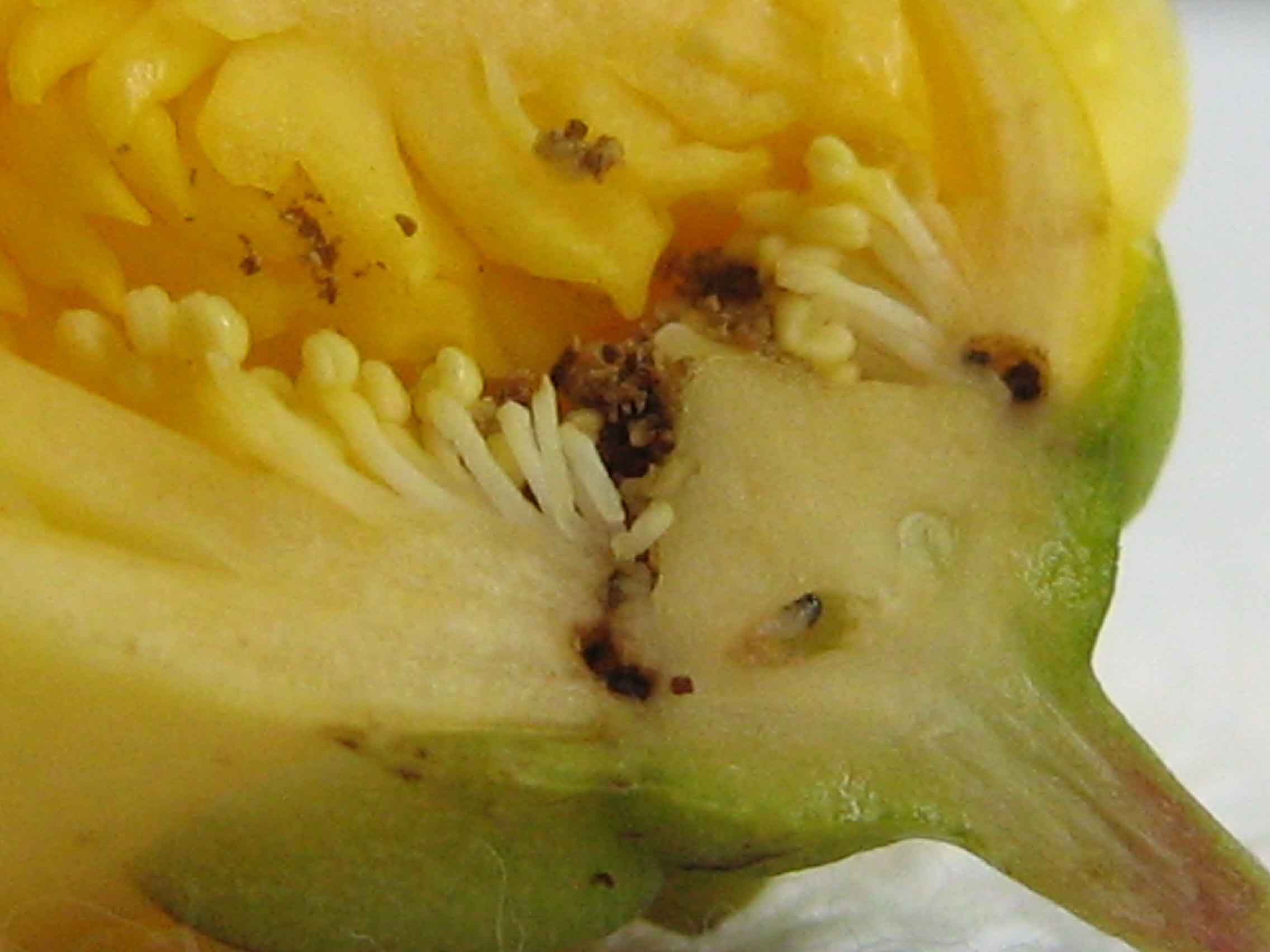
Eschweilera ovata

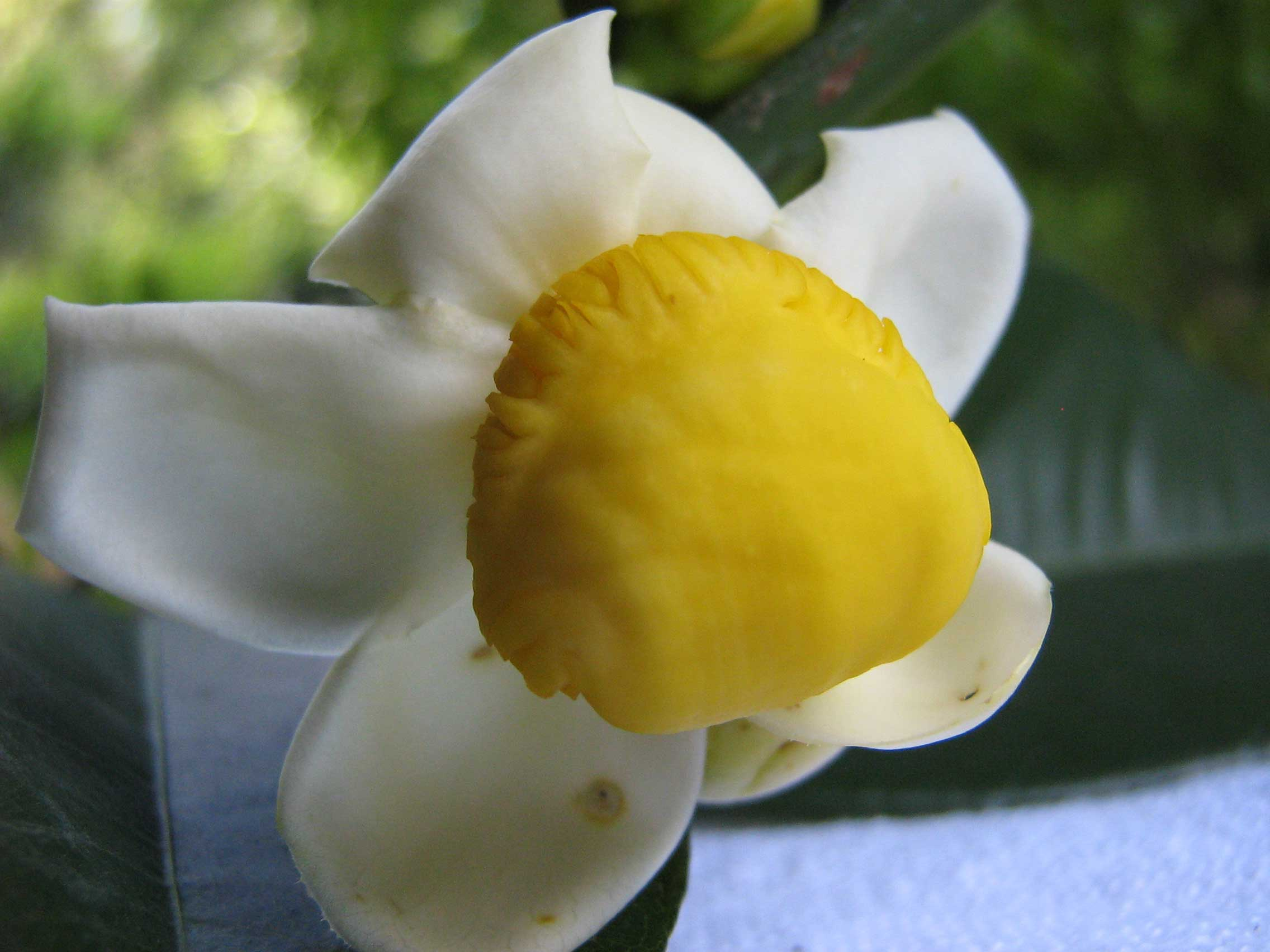
Eschweilera ovata

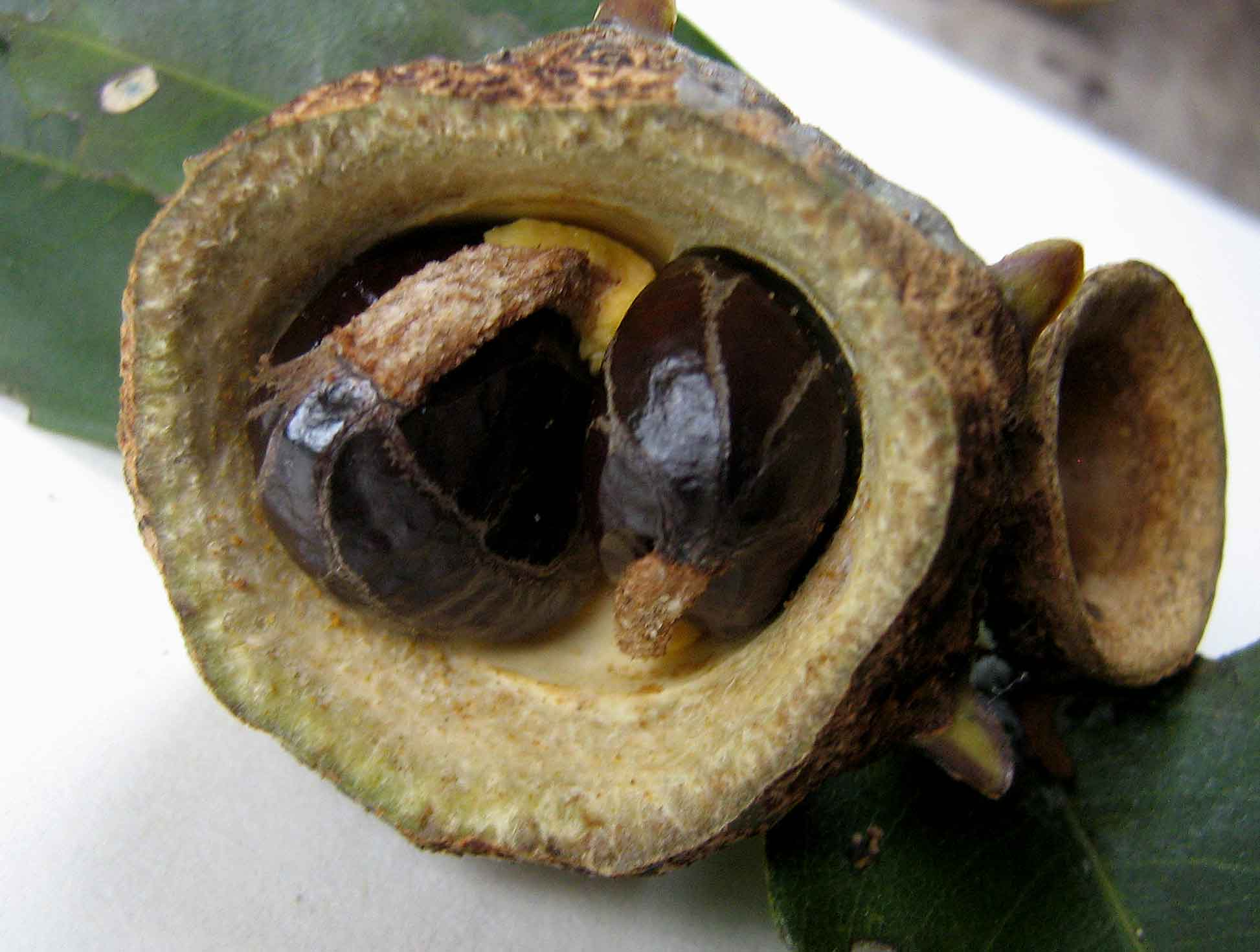
Eschweilera ovata

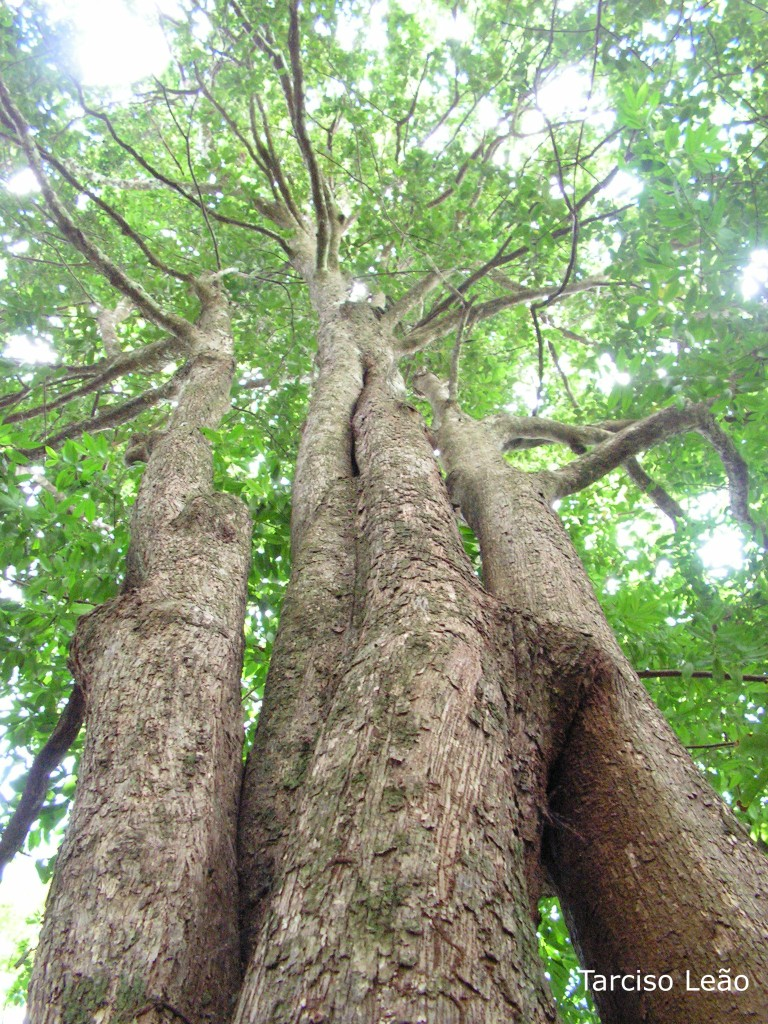
Eschweilera ovata

In der Gattung Eschweilera finden sich Bäume unterschiedlicher Größe, die entsprechend in unterschiedlichen Stockwerken des Waldes wachsen: im Unterwuchs, im Kronendach oder als hochragende Emergenten. Die wechselständigen Laubblätter sind nicht an den Enden der Zweige gehäuft, es kommen Blattgrößen zwischen 5 und 60 Zentimeter in der Gattung vor. Die Blätter sind einfach, ganzrandig und glatt, die Blattaderung ist netzförmig.
Die Blütenstände entspringen entweder direkt an Stamm und dickeren Ästen, oder stehen seiten- oder endständig an den Zweigen. Die zwittrigen Blüten sind zygomorph. Es sind sechs Kelch- und sechs Kronblättern vorhanden. Die sehr zahlreichen Staubblätter sind in einem Ring um den halboberständigen Fruchtknoten organisiert, der sich auf einer Seite zu einer Haube ausstülpt. Diese Haube ist über die Staubblätter des Rings gelegt und innen eingerollt, sie trägt unfruchtbare Staminodien und produziert innen Nektar. Bestäubende Insekten müssen unter diese Haube kriechen, fressen die Staminodien oder den Nektar und übertragen dabei den Pollen.
Die rundlichen bis kegel- und topfförmigen Kapselfrüchte bleiben bei der Reife am Baum hängen, öffnen sich dort mit einem Deckel (Operculum) und entlassen die Samen. Die Samen sind ungeflügelt, das Innere der Frucht ist nicht mit „Fruchtfleisch“ ausgefüllt. Die Samen können einen Arillus oder eine Sarkotesta aufweisen.

## Systematik und Verbreitung
Die Gattung Eschweilera wurde 1828 durch Carl Friedrich Philipp von Martius in Augustin-Pyrame de Candolle: Prodromus Systematis Naturalis Regni Vegetabilis, Pars 3, S. 293 aufgestellt. Der botanische Gattungsname Eschweilera ehrt wahrscheinlich den deutschen Arzt und Botaniker Franz Gerhard Eschweiler (1796–1831).  Synonyme für Eschweilera Mart. ex DC. sind : Jugastrum Miers, Noallia Buc'hoz, Neohuberia Ledoux.
Es sind etwa 90 Eschweilera-Arten beschrieben, ebenso viele sind nach Schätzungen noch unbeschrieben. Eschweilera ist molekulargenetischen Studien zufolge paraphyletisch (die der Gattung zugeordneten Arten bilden zwei Kladen, die allerdings nicht Schwestertaxa sind).
Die neotropische Gattung Eschweilera ist von Mexiko bis ins östliche Brasilien verbreitet und ist damit die Gattung innerhalb der Topffruchtbaumgewächse mit der weitesten Verbreitung. Eschweilera-Arten gedeihen meist in niedrigen Höhenlagen bis zu 1000 Metern, trockene oder überschwemmte Gebiete werden gemieden.
Es gibt etwa 90 Eschweilera-Arten:
- Eschweilera aguilarii S.A.Mori: Die Heimat ist Costa Rica.[4]
- Eschweilera alata A.C.Sm.: Sie ist von Guayana bis ins südöstliche Venezuela verbreitet.[4]
- Eschweilera albiflora (DC.) Miers (Syn.:  Eschweilera inaequisepala Cuatrec., Eschweilera pachysepala (Spruce ex O.Berg) Miers, Eschweilera turbinata (O.Berg) Nied., Eschweilera verruculosa (O.Berg) Miers): Sie ist Kolumbien über Bolivien bis Peru und Brasilien verbreitet.[4]
- Eschweilera alvimii S.A.Mori: Die Heimat ist das nordöstliche Brasilien.[4]
- Eschweilera amazonica R.Knuth: Die Heimat ist das nördliche Brasilien.[4]
- Eschweilera amazoniciformis S.A.Mori: Die Heimat ist das nördliche Brasilien.[4]
- Eschweilera amplexifolia S.A.Mori: Sie ist von Costa Rica, Panama und Kolumbien verbreitet.[4]
- Eschweilera andina (Rusby) J.F.Macbr. (Syn.: Eschweilera knuthii J.F.Macbr., Eschweilera loretensis R.Knuth): Sie ist vom westlichen Venezuela über Bolivien, Ecuador bis Peru und das nördliche Brasilien verbreitet.[4]
- Eschweilera antioquensis Dugand & Daniel (Syn.: Eschweilera montana Cuatrec., Eschweilera neomontana Cuatrec., Eschweilera violacea Cuatrec.): Panama bis nordwestliches Venezuela und Ecuador.[4]
- Eschweilera apiculata (Miers) A.C.Sm.: Französisch-Guayana bis nördliches Brasilien.[4]
- Eschweilera atropetiolata S.A.Mori: Nördliches Brasilien.[4]
- Eschweilera baguensis S.A.Mori: Nördliches Peru.[4]
- Eschweilera beebei Pittier ex S.A.Mori: Venezuela.[4]
- Eschweilera biflava S.A.Mori: Costa Rica.[4]
- Eschweilera bogotensis R.Knuth (Syn.: Eschweilera kalbreyeri R.Knuth, Eschweilera oligosperma Cuatrec., Eschweilera papillata L.Uribe): Kolumbien.[4]
- Eschweilera boltenii S.A.Mori: Suriname.[4]
- Eschweilera bracteosa (Poepp. ex Berg) Miers: Kolumbien bis südliches Venezuela und Peru.[4]
- Eschweilera cabrerana Philipson: Kolumbien.[4]
- Eschweilera calyculata Pittier (Syn.: Eschweilera collinsii Pittier): Costa Rica bis Kolumbien.[4]
- Eschweilera carinata S.A.Mori: Nördliches Brasilien.[4]
- Eschweilera caudiculata Engl. (Syn.: Eschweilera cauliflora R.Knuth): Panama bis Peru.[4]
- Eschweilera chartaceifolia S.A.Mori: Kolumbien bis nördliches Brasilien und Peru.[4]
- Eschweilera collina Eyma: Nördliches Südamerika bis nördliches Brasilien.[4]
- Eschweilera collinsii Pittier (Syn.: Eschweilera longirachis S.A.Mori): Costa Rica bis Panama.[4]
- Eschweilera complanata S.A.Mori: Brasilien.[4]
- Eschweilera compressa (Vell.) Miers (Syn.: Eschweilera angustifolia Mart., Eschweilera guanabarica Miers): Brasilien.[4]
- Eschweilera congestiflora (Benoist) Eyma: Französisch-Guayana und Suriname.[4]
- Eschweilera coriacea (DC.) S.A.Mori (Syn.: Jugastrum coriaceum (DC.) Miers, Lecythis coriacea DC., Eschweilera grandifolia Mart. ex DC., Chytroma grandifolia (Mart. ex DC.) Miers, Lecythis grandifolia O.Berg, Lecythis odora Poepp. ex O.Berg, Eschweilera odora (Poepp. ex O.Berg) Miers, Lecythis acuminatissima O.Berg, Eschweilera acuminatissima (O.Berg) Miers, Chytroma cincturata Miers, Eschweilera pallida Miers, Eschweilera matamata Huber, Lecythis retroflexa Benoist, Eschweilera retroflexa (Benoist) R.Knuth, Eschweilera vageleri R.Knuth, Eschweilera eymaana R.Knuth, Eschweilera fractiflexa R.Knuth, Neohuberia matamata Ledoux, Lecythis peruviana L.O.Williams): Tropisches Amerika von Honduras bis Brasilien.[4]
- Eschweilera correae J.E.Bat. & S.A.Mori: Sie wurde 2017 aus Costa Rica und Panama erstbeschrieben.[4]
- Eschweilera costaricensis S.A.Mori: Nicaragua bis Costa Rica.[4]
- Eschweilera cyathiformis S.A.Mori: Nördliches Brasilien.[4]
- Eschweilera decolorans Sandwith (Syn.: Eschweilera sandwithiana A.C.Sm. & Beard): Tobago bis zum tropischen Südamerika.[4]
- Eschweilera donosoensis J.E.Bat. & S.A.Mori: Sie wurde 2017 aus Panama erstbeschrieben.[4]
- Eschweilera eperuetorum Sandwith: Guayana.[4]
- Eschweilera fanshawei Sandwith: Guayana.[4]
- Eschweilera foetulenta ined.
- Eschweilera gigantea (R.Knuth) J.F.Macbr. (Syn.: Eschweilera mexiana (R.Knuth) J.F.Macbr.): Kolumbien, Ecuador, Peru.[4]
- Eschweilera grandiflora (Aubl.) Sandwith (Syn.: Lecythis grandiflora Aubl., Eschweilera alba R.Knuth, Eschweilera fracta R.Knuth): Französisch-Guayana bis Peru.[4]
- Eschweilera harmonii S.A.Mori: Costa Rica.[4]
- Eschweilera hondurensis Standl.: Honduras, Nicaragua, Costa Rica und Panama.[4]
- Eschweilera integricalyx S.A.Mori: Kolumbien.[4]
- Eschweilera integrifolia (Ruiz & Pav. ex Miers) R.Knuth (Syn.: Eschweilera garagarae Pittier, Eschweilera woodsoniana Dwyer): Costa Rica bis Ecuador.[4]
- Eschweilera itayensis R.Knuth: Kolumbien, Peru und nördliches Brasilien.[4]
- Eschweilera jacquelyniae S.A.Mori: Panama bis Kolumbien.[4]
- Eschweilera juruensis R.Knuth: Kolumbien, Bolivien, Peru und nördliches Brasilien.[4]
- Eschweilera klugii R.Knuth: Nördliches Peru.[4]
- Eschweilera laevicarpa S.A.Mori: Tropisches Südamerika.[4]
- Eschweilera longipedicellata S.A.Mori: Panama bis Kolumbien.[4]
- Eschweilera macrocarpa Pittier: Nördliches Venezuela.[4]
- Eschweilera mattos-silvae S.A.Mori: Brasilien.[4]
- Eschweilera mexicana T.Wendt, S.A.Mori & Prance: Mexiko.[4]
- Eschweilera micrantha (O.Berg) Miers (Syn.: Eschweilera floribunda Eyma, Eschweilera gracilipes (Sagot) R.Knuth, Eschweilera polyantha A.C.Sm.): Nördliches Südamerika bis westliches Brasilien.[4]
- Eschweilera microcalyx S.A.Mori: Kolumbien.[4]
- Eschweilera nana (O.Berg) Miers (Syn.: Eschweilera trochiformis Miers): Brasilien.[4]
- Eschweilera neblinensis S.A.Mori: Venezuela.[4]
- Eschweilera neei S.A.Mori: Panama bis Kolumbien.[4]
- Eschweilera nitida ined.
- Eschweilera obversa (O.Berg) Miers (Syn.: Eschweilera obidosensis R.Knuth): Brasilien.[4]
- Eschweilera ovalifolia (DC.) Nied. (Syn.: Eschweilera ucayalensis R.Knuth): Südöstliches Kolumbien bis Bolivien und nördliches Brasilien.[4]
- Eschweilera ovata (Cambess.) Mart. ex Miers (Syn.: Eschweilera acuminata (O.Berg) Miers, Eschweilera blanchetiana (O.Berg) Miers, Eschweilera gracilis Miers, Eschweilera luschnathii (O.Berg) Miers, Eschweilera siberiana (O.Berg) Miers): Brasilien.[4]
- Eschweilera pachyderma Cuatrec.: Panama bis Ecuador.[4]
- Eschweilera panamensis Pittier: Costa Rica bis Ecuador.[4]
- Eschweilera paniculata (O.Berg) Miers: Kolumbien bis Venezuela.[4]
- Eschweilera parviflora (Aubl.) Miers (Syn.: Lecythis parviflora Aubl., Lecythis acuminata DC., Eschweilera grata Sandwith, Eschweilera montana A.C.Sm.): Nördliches Südamerika bis nördliches Brasilien.[4]
- Eschweilera parvifolia Mart. ex DC. (Syn.: Lecythis elegans O.Berg, Lecythis caffanjonii Benoist, Eschweilera caffanjonii (Benoist) R.Knuth, Eschweilera elegans (O.Berg) Miers, Eschweilera iquitosensis R.Knuth, Eschweilera krukovii A.C.Sm., Eschweilera lancifolia Cuatrec., Eschweilera timbuchensis R.Knuth): Tropisches Südamerika.[4]
- Eschweilera pedicellata (Rich.) S.A.Mori (Syn.: Eschweilera flaccida Miers, Eschweilera idatimonoides (O.Berg) Miers, Eschweilera longipes (Poit.) Miers, Eschweilera macrophylla (O.Berg) Miers, Eschweilera pilosa (Poepp. ex O.Berg) Miers, Eschweilera platycarpa (Poit.) Miers): Südöstliches Kolumbien bis nördliches Südamerika und westliches Brasilien.[4]
- Eschweilera perumbonata Pittier: Venezuela.[4]
- Eschweilera piresii S.A.Mori: Mit zwei Unterarten:
  - Eschweilera piresii S.A.Mori subsp. piresii: Brasilien.[4]
  - Eschweilera piresii subsp. viridipetala S.A.Mori: Französisch-Guayana.[4]
- Eschweilera potaroensis Sandwith: Guayana.[4]
- Eschweilera praealta (Sprague) Sandwith: Kolumbien.[4]
- Eschweilera pseudodecolorans S.A.Mori: Nördliches Brasilien.[4]
- Eschweilera punctata S.A.Mori: Kolumbien bis nördliches Brasilien.[4]
- Eschweilera rabeliana S.A.Mori: Brasilien.[4]
- Eschweilera rankiniae S.A.Mori: Brasilien.[4]
- Eschweilera reversa Pittier (Syn.: Eschweilera pittieri R.Knuth, Eschweilera verruculosa Pittier): Costa Rica bis Ecuador.[4]
- Eschweilera revoluta S.A.Mori: Venezuela.[4]
- Eschweilera rhododendrifolia (R.Knuth) A.C.Sm.: Nördliches Brasilien.[4]
- Eschweilera rimbachii Standl.: Kolumbien bis Ecuador.[4]
- Eschweilera rionegrense S.A.Mori: Südliches Venezuela bis nördliches Brasilien.[4]
- Eschweilera rodriguesiana S.A.Mori: Nördliches Brasilien.[4]
- Eschweilera roraimensis S.A.Mori: Südliches Venezuela bis nördliches Brasilien.[4]
- Eschweilera rotundicarpa J.E.Bat. & S.A.Mori: Diese Art wurde 2017 aus Panama erstbeschrieben.[4]
- Eschweilera rufifolia S.A.Mori: Südöstliches Kolumbien bis nördliches Peru.[4]
- Eschweilera sagotiana Miers (Syn.: Eschweilera jucunda (Benoist) R.Knuth, Eschweilera melinonis (Sagot) R.Knuth, Eschweilera tapuya (Benoist) R.Knuth): Nördliches Südamerika bis nördliches Brasilien.[4]
- Eschweilera sclerophylla Cuatrec.: Kolumbien.[4]
- Eschweilera sessilis A.C.Sm. (Syn.: Eschweilera ciroana R.Knuth): Costa Rica bis Kolumbien.[4]
- Eschweilera simiorum (Benoist) Eyma (Syn.: Eschweilera simiorum var. latifolia Eyma): Nördliches Südamerika bis nördliches Brasilien.[4]
- Eschweilera sphaerocarpa M.Ribeiro & S.A.Mori: Sie wurde 2015 aus Brasilien erstbeschrieben.[4]
- Eschweilera squamata S.A.Mori: Französisch-Guayana.[4]
- Eschweilera subcordata S.A.Mori: Brasilien.[4]
- Eschweilera subglandulosa (Steud. ex O.Berg) Miers (Syn.: Eschweilera laevifolia Miers): Trinidad bis nördliches Brasilien.[4]
- Eschweilera tenax (Moritz ex O.Berg) Miers (Syn.: Eschweilera fendleriana Miers, Eschweilera monosperma Pittier, Eschweilera trinitensis A.C.Sm. & Beard): Trinida bis Venezuela.[4]
- Eschweilera tenuifolia (O.Berg) Miers (Syn.: Eschweilera obtecta (Miers) A.C.Sm., Eschweilera riedeliana (O.Berg) Miers): Südöstliches Kolumbien bis Venezuela und nördliches Brasilien.[4]
- Eschweilera tessmannii R.Knuth: Sie kommt im nördlichen Brasilien und in Peru vor.[4]
- Eschweilera tetrapetala S.A.Mori: Sie kommt in Brasilien vor.[4]
- Eschweilera truncata A.C.Sm. (Syn.: Eschweilera romeu-cardosoi S.A.Mori): Sie kommt im nordwestlichen Brasilien vor.[4]
- Eschweilera venezuelica S.A.Mori: Sie kommt im nördlichen Venezuela vor.[4]
- Eschweilera wachenheimii (Benoist) Sandwith: Sie kommt im nördlichen Südamerika vor.[4]

Nicht mehr in diese Gattung wird gestellt:
- Eschweilera rhodogonoclada Rizzini & A.Mattos => Lecythis lurida (Miers) S.A.Mori[4]